# Бардт, Траугот Яковлевич
Бардт Траугот Яковлевич (1873, Санкт-Петербург — 5 марта 1942, Чарск) — российский архитектор немецкого происхождения. Приобрёл известность как один из архитекторов московского модерна и автор здания Новосибирского театра оперы и балета.

## Биография
Бардт Траугот Яковлевич родился в 1873 году в Санкт-Петербурге в семье российских немцев. Его отец Якоб (Яков) Бардт был пастором. Семья архитектора переехала в 1880-е годы в Москву, а в 1890 году отец архитектора был назначен директором Школы для бедных детей и сирот евангелического вероисповедания. Начальное образование Т. Я. Бардт получил в Немецком училище при церкви Святой Анны. В 1896 году поступил в Высшее художественное училище при Императорской Академии художеств в класс профессора А. Н. Померанцева. Ученический проект Бардта на возведение Биржи И. А. Стефановича экспонировался в Академии среди лучших работ. В 1903 году удостоен звания художника-архитектора за проект «Концертный зал в столице на 2500 человек».
После окончания академии в 1903 году Т. Я. Бардт возвратился в Москву, где по его проектам были возведены разнообразные постройки, преимущественно в стилистике архитектурного модерна. В 1911 году архитектор разрабатывал проект театра с амфитеатром для Сочи. В 1917 году служил главным архитектором эвакуированного из Риги завода «Г. Пирвиц и Ко». После смерти московского мультимиллионера и мецената Г. Г. Солодовникова, Т. Я. Бардт был включён в число его душеприказчиков.
В разное время жил в Москве в Гороховском переулке, в Плетешковском тупике, 12; Большом Саввинском переулке, 12.

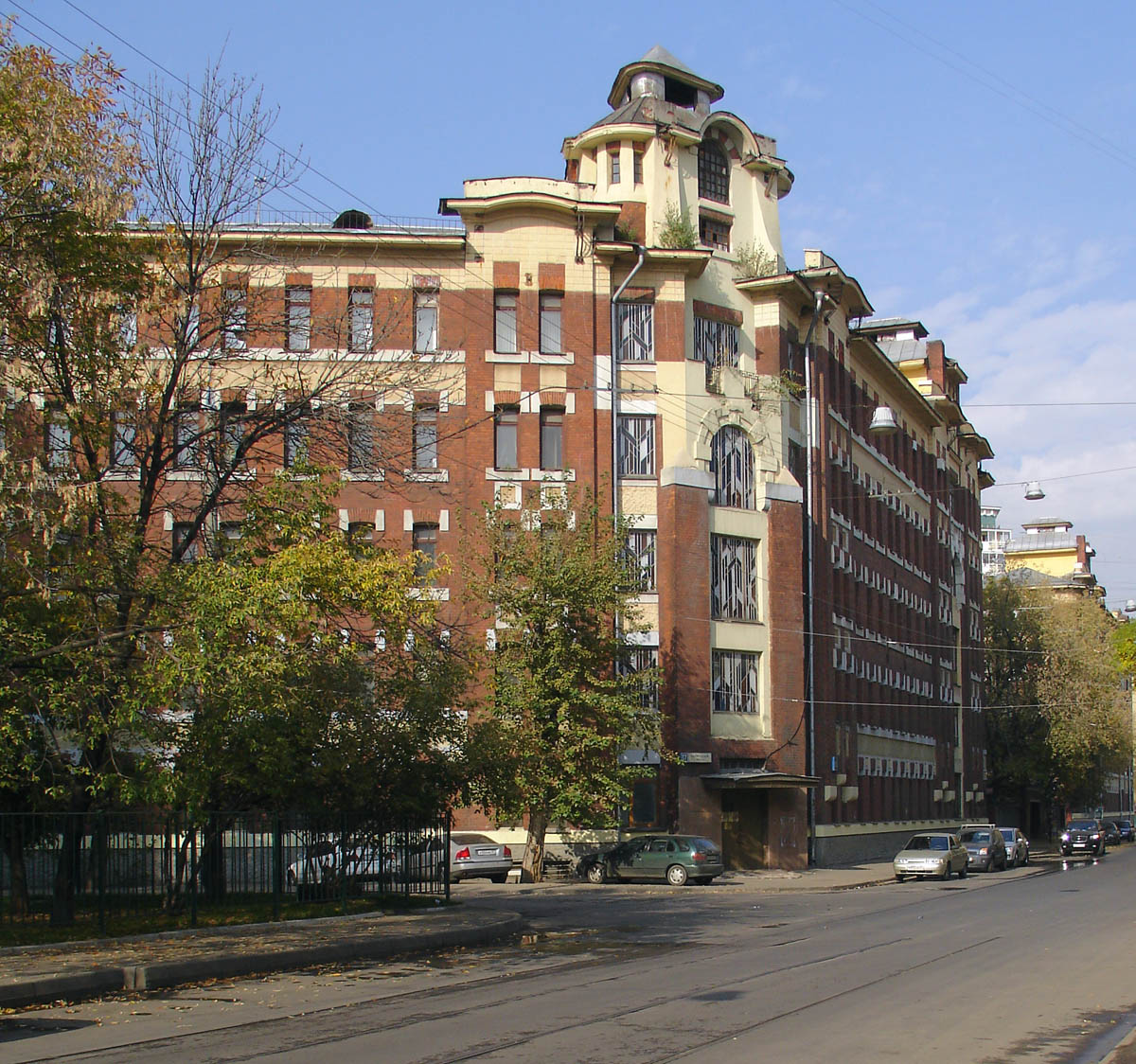
Городской дом дешёвых квартир на улице Гиляровского, 65

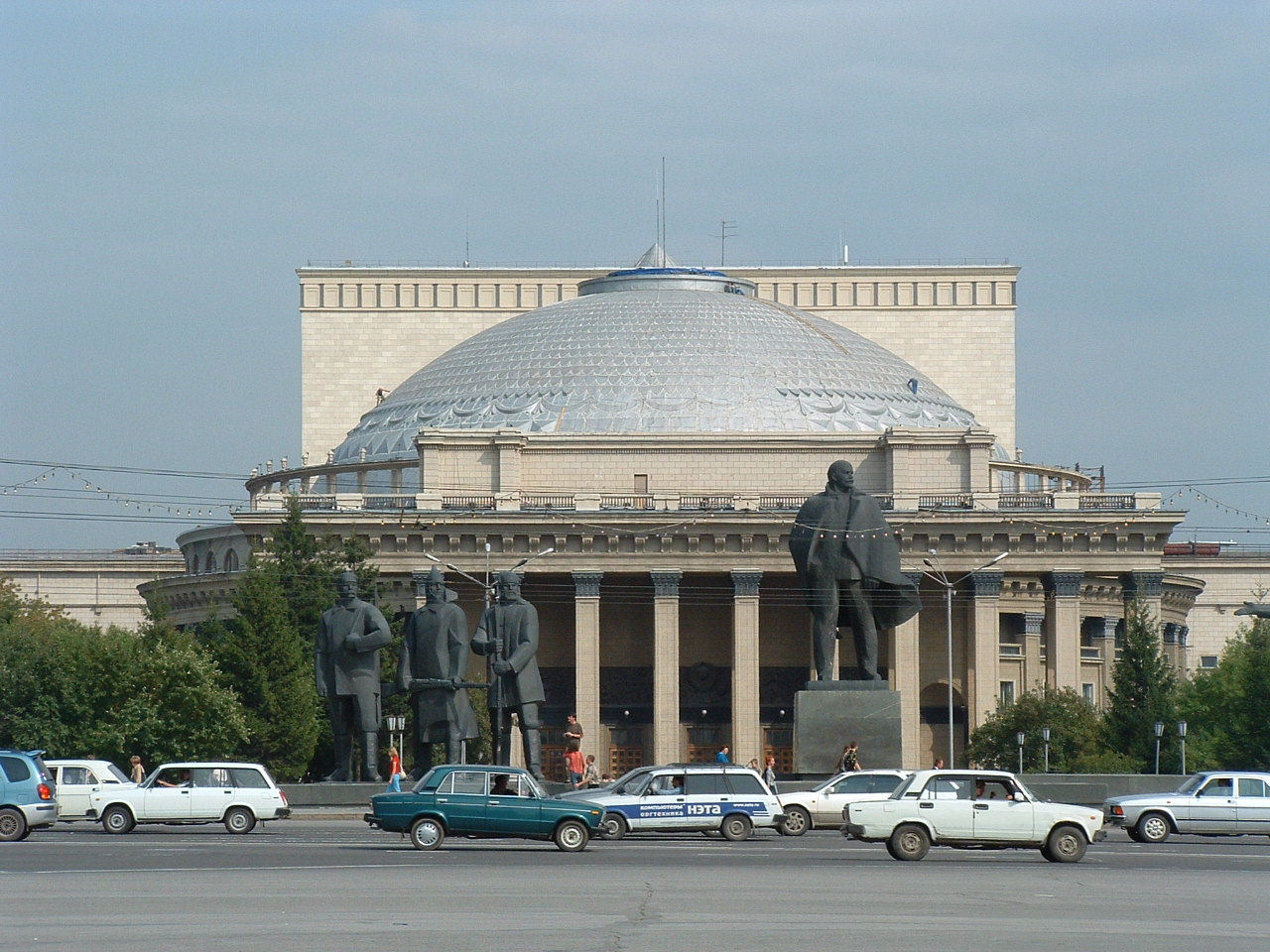
Новосибирский театр оперы и балета

С 1917 по 1920 год Бардт работал архитектором театра «Зон» братьев Видоновых. В 1920—1922 годах служил заведующий городским, сельским и промышленным строительством в управлении по восстановлению Ярославля после подавления восстания. В ходе работы в Ярославле архитектор был обвинён в «шкурничестве» и на год заключён в тюрьму. Отбыв заключение, в 1923 году Т. Я. Бардт возвращается в Москву, где работает сначала архитектором Московской телефонной станции, а затем заведует строительным отделением банка. В 1924 году архитектор получает место в архитектурно-строительном отделе Московского управления недвижимых имуществ, где руководит строительством трёхэтажных домов в Марьиной роще. В 1926 году переходит на работу заведующим проектным отделом Мосмясохладобоен, где проектирует бойни, а в 1927 году получает работу в «Госторге», в котором занимается строительством беконных фабрик. В 1927—1928 годах Т. Я. Бардт работает заведующим проектным отделом Всесоюзного автотракторного объединения.
Для осуществления строительства в Новосибирске Дома науки и культуры, в 1929 году Бардт поступает в распоряжение крайисполкома Западно-Сибирского края. В проектной группе вместе с Т. Я. Бардтом работали М. И. Курилко, А. З. Гринберг, а также сын архитектора, Оскар, которому было поручено создание модели здания. 15 мая 1930 года Т. Я. Бардт и М. И. Курилко получают патент на принципиально новую «панорамно-планетарную» театральную систему ТЕОМАСС. Проект Дома науки и культуры был создан Т. Я. Бардтом совместно с М. И. Курилко и А. З. Гринбергом.
В 1934 году архитектор был арестован и осуждён коллегией ОГПУ на 5 лет лишения свободы с заменой высылкой в Западно-Сибирский край. До 1936 года работает в Новосибирске над решением технологических процессов в строящемся театре.
После отказа заказчика от использования системы ТЕОМАСС, работает главным архитектором в «Сибпромпроекте», «Сибтранспроекте», тресте «Сибстройпуть». Построил в Новосибирске типографию «Советская Сибирь» на улице Советской (ныне Новосибирская государственная областная научная библиотека), техникум связи; совместно с И. С. Алексеевым участвовал в реконструкции Дворца труда (ныне здание Академии водного транспорта).
Повторно арестован в феврале 1939 года по подозрению в подготовке взрыва железнодорожного моста через Обь. 15 июля того же года приговорён Военным трибуналом Томской железной дороги к расстрелу. Через два месяца Военная коллегия Верховного суда СССР приговор отменила, возвратив дело на доследование, в результате которого 8 сентября 1941 года Т. Я. Бардт был осуждён за шпионаж в пользу Германии и подвергнут административной ссылке сроком на пять лет в Казахстан.
Т. Я. Бардт умер в ссылке, которую отбывал в посёлке Чарский Жарминского района Семипалатинской области, 5 марта 1942 года. Место захоронения архитектора неизвестно. Полностью реабилитирован Решением Военной коллегии Верховного Суда РСФСР № 4 н 4650/58 от 12 февраля 1959 года.

## Постройки
- Особняк А. Б. Клеопиной (1905, Москва, Гороховский переулок, 7)[сн 1];
- Фабричные корпуса кружевной мануфактуры «Ливерс» (1906, Москва, Саввинская набережная, 11-13);
- Корпуса ситценабивной фабрики (1906, Москва, Дербеневская набережная, 7);
- Дом дешевых квартир имени Г.Г. Солодовникова для одиноких, 1909 г., арх. М.М. Перетяткович, (1909, Москва, Улица Гиляровского, 65с1);
- Перестройка театра Г. Г. Солодовникова для частной оперы С. И. Зимина (1909, Москва, Улица Кузнецкий Мост, 2 — Улица Большая Дмитровка, 6);
- Обновление фасада доходного дома А. В. Апушкина (1909, Москва, Староконюшенный переулок, 36);
- Дома дешёвых квартир для служащих Казанской железной дороги (1900-е, Москва, Давыдовский переулок, 3);
- Доходный дом Товарищества Фряновской мануфактуры (1910, Москва, Воронцовская улица, 17);
- Общежитие Общества попечения о девицах евангелического вероисповедания (1911, Москва, Первый Басманный переулок, 8);
- Перестройка Большого зала и расширение Санкт-Петербургской консерватории (1912, Санкт-Петербург, Театральная площадь, 3);
- Пристройка к особняку Мак-Гиль (1913, Москва, Яузский бульвар, 9/6);
- Здание издательства и типографии «Советская Сибирь» (1930-е, Новосибирск, Советская улица, 6);
- Дом науки и культуры (1931—1941, Новосибирск, Красный проспект, 36, совместно с М. И. Курилко, А. З. Гринбергом и др.)[4];
- Железнодорожный вокзал (в составе коллектива авторов) (1932—1938, Новосибирск)[5];
- Реконструкция и надстройка Дворца труда (1936, Новосибирск, улица Щетинкина, 33, совместно с И. С. Алексеевым)[6];
- Электротехникум связи (1938, Новосибирск, ул. Кирова, 86).

### Сноски
1. ↑  Здесь и далее проекты и постройки даны по М. В. Нащокиной, с необходимыми дополнениями и уточнениями.